# Samsung Galaxy Ace
Il Samsung GT-S5830 Galaxy Ace, chiamato più comunemente Galaxy Ace, è uno smartphone prodotto da Samsung, facente parte della serie Samsung Galaxy e basato sul sistema operativo Android e annunciato e venduto a partire da febbraio 2011. È il predecessore del Galaxy Ace 2.
È disponibile in colorazione nera o bianca.

## Caratteristiche tecniche
Il Galaxy Ace, al momento della sua immissione sul mercato, si posizionava nella gamma media dell'offerta del produttore coreano. È dotato di connettività completa con reti HSDPA 7.2 Mbit/s 900/2100, EDGE/GPRS 850/900/1800/1900, wifi a/b/g/n, bluetooth 2.1. Monta un processore single core da 800 MHz e 278MB di RAM. Il display è un touch screen 3,5" LCD capacitivo TFT con risoluzione HVGA (480x320 pixels). Ha una videocamera da 5-megapixel con flash LED, capace di registrare video alla risoluzione VGA (640x480). La batteria è al litio da 1350 mAh. La versione di Android montata nativamente è 2.2 e utilizza l'interfaccia grafica proprietaria TouchWiz di Samsung.
Ace ha una forte integrazione con i social network e caratteristiche multimediali. È precaricato con Google Trademark Mobile Apps.
Ace ha anche un router, bluetooth, Wi-Fi (b/g/n), GPS, accelerometro, sensore di prossimità ma non ha il sensore di luminosità.

## Aggiornamenti del sistema operativo
Dal 31 agosto 2011, in India è stato distribuito l'aggiornamento ad Android 2.3.4 'Gingerbread'.

Da allora, l'aggiornamento ad Android 2.3.3 o 2.3.4 è stato distribuito in molti paesi, primi fra tutti quelli asiatici ed europei. La maggior parte delle volte tale aggiornamento si è reso disponibile solo dopo che le compagnie telefoniche avevano aggiornato il loro firmware personalizzato. Inoltre è possibile aggiornarlo ad Android 2.3.6. Samsung decide di non aggiornare ulteriormente il Galaxy Ace. Per questo motivo, sul terminale non sarà disponibile Android 4.0 Ice cream Sandwich eccetto che attraverso l'utilizzo di firmware non ufficiali, come la CyanogenMod 9.

## Altre versioni
Vi sono due versioni del cellulare: la versione originaria S5830 basata sul processore Qualcomm MSM7227 ARMv6 ad 800 MHz con una GPU Adreno 200 e la versione S5830i con processore Broadcom BCM21553 ARMv6 ad 800 MHz e GPU VideoCore IV. Dato il differente chipset, i due telefoni sono tra di loro incompatibili: gli aggiornamenti e firmware di uno non possono essere installati sull'altro. Un'altra differenza è il passaggio a Bluetooth 3.0 nel S5830i.
Nel gennaio del 2012, Samsung ha annunciato il suo successore (anche se si tratta in realtà più di una variante), il Galaxy Ace Plus,.